# Каваті (лінкор)
«Каваті» (яп. 河内, англ. Kawachi) — японський лінкор, головний лінкор типу «Каваті». Побудований на верфі Куре в префектурі Хіросіма, спущений на воду в 1910 році, став до строю в 1912 році. Названий на честь історичної провінції Каваті (частина території сучасної префектури Осака).
Відрізнявся від однотипного «Сетцу» за силуетом корпусу: у «Каваті» вертикальний штевень, у «Сетцу» — атлантичний (похилий).
«Каваті» був побудований у рамках кораблебудівної програми 1907 року; Японія збиралася побудувати в загальній сумі вісім нових дредноутів на випадок конфлікту з Росією або США. Гармати для носової та кормової вежі (305 мм / 50 калібрів) були замовлені в англійської фірми Armstrong Whitworth, а парові турбіни Curtis американського зразка були побудовані в Японії за ліцензією.
У Першій світовій війні «Каваті» патрулював Жовте і Південнокитайське море, разом з однотипним «Сетцу» взяв участь в облозі Циндао.
Корабель не дослужився до кінця війни. 12 липня 1918 року, коли «Каваті» стояв на якорі в затоці Токуяма, в пороховому погребі вибухнув кордит. Корабель затонув, загинула 621 особа із 1059, що перебували на борту. Згодом був піднятий з дна і розібраний на метал.